# تشارلز ليمان
تشارلز ليمان (16 سبتمبر 1878 في أستراليا - 27 أبريل 1940) (بالإنجليزية: Charles Lehmann)‏ هو لاعب كريكت أسترالي.

## وصلات خارجية
- تشارلز ليمان على موقع إي آس بي آن كريك إنفو (الإنجليزية)